# Martin Rossberger
Martin Rossberger ist ein ehemaliger deutscher Biathlet.
Martin Rossberger startete für den WSV Viechtach. 1990 wurde er mit Johannes Hackl, Jürgen Isenberg und Jürgen Wallner in Sodankylä hinter der DDR und der Sowjetunion Dritter bei den Junioren-Weltmeisterschaften. Mit Hackl und Markus Quappig wurde er im Mannschaftswettbewerb hinter der Sowjetunion Vizeweltmeister. In der Gesamtwertung des Biathlon-Europacups der Saison 1989/90 wurde Rossberger hinter Jürgen Isenberg und Markus Quappig Dritter.